# Timuçin Davras
Timuçin Davras (* 29. September 1928 in Havran, Türkei; † 6. Mai 2014) war ein deutschsprachiger Lyriker türkischer Herkunft.

## Leben
Davras besuchte Fachhochschulen in Istanbul und Hagen und war seit 1958 examinierter Ingenieur für Maschinenbau. Er lebte seit den 1970er Jahren in Gelsenkirchen, war Mitglied der Gruppe Gelsenkirchener Autoren und gehörte der Arbeitsgruppe Literatur der Städtischen Abendrealschule Gelsenkirchen an. Der Lyriker findet Erwähnung in Nachschlagewerken zur interkulturellen Literatur in Deutschland.

## Werk
Ab 1978 verfasste er erste lyrische Werke in deutscher Sprache. 1979 belegte er einen der vorderen Plätze bei einem regionalen Literaturwettbewerb. Veröffentlichungen seiner Gedichte folgten in den mehrfach aufgelegten Gastarbeiter-Literatur-Anthologien Zuhause in der Fremde (1981), Sie haben mich zu einem Ausländer gemacht... ich bin einer geworden (1984) und im Band Im Angebot (1982). Zuletzt veröffentlichte der Geest-Verlag einige seiner Arbeiten zum Thema Die Nacht (2007).

## Bibliografie (Auswahl)
- Die Nacht – Anthologie zum Ersten Brüggener Literaturherbst. Vechta-Langförden: Geest-Verlag, 2007.
- Kamingeflüster. Heike Wenig: Dorsten 1998.
- Liebe ist ein Hemd aus Feuer. Verlag der Minerva-Buchhandlung: Gelsenkirchen 1998.
- Pflücke die Sterne Sultanim. Heike Wenig: Dorsten 1996.
- Im Weitwinkel des Augenblicks. Rudolf Winkelmann: Recklinghausen 1995.
- Annäherungen. Europa Forum im Kulturring: Halle/Saale 1993.
- Sie haben mich zu einem Ausländer gemacht ... ich bin einer geworden. Reinbek bei Hamburg : Rowohlt, 1992, Orig.-Ausg., 18. – 25. Tsd.
- Anstöße. Gelsenkirchen: Gelsendruck 1987.
- Im Angebot. Gelsenkirchen 1982.
- Zu Hause in der Fremde ; Fischerhude : Verlag Atelier im Bauernhaus, 1981.